# Firozabad
Firozabad (hindi: फ़ीरोज़ाबाद, urdú: فیروزآباد) és una ciutat de l'Índia a l'estat d'Uttar Pradesh, capital del districte de Firozabad, a 40 km d'Agra. Té una població (cens del 2001) de 278.801 habitants. És tradicionalment coneguda per la seva indústria del vidre.
Fou fundada per Firuz Shah Tughluq, sultà de Delhi (1351-1388). Suposadament fou refundada el 1566 pel noble Firoz Shah que va anar a la zona per ajudar a Raja Todarmal que fou atacar per lladres mentre anava en peregrinació. El 1596 fou capçalera d'una pargana. Fou visitada per un delegat de la Companyia Britànica de les Índies Orientals el 9 d'agost de 1632.
Shah Jahan la va concedir com a jagir a nawab Sadulla. Jahangir va governar Firozabad del 1605 a 1627. Fou mansab de l'emperador Farrukhsiyar. El peshwa Bajirao va saquejar Firozabad i Etmadpur el 1737. Els jats de Mahawan van atacar al fawdjdar Hakim Kajim a Firozabad i el van matar el 9 de maig de 1739, i els jats van dominar la ciutat durant 30 anys. Mirza Nabab Khan la va posseir fins a 1782. Després va estar en mans d'un cap maratha de nom Himmat Bahadur Gusain, i els francesos (aliats marathes) hi van establir una factoria el novembre de 1794.
Els britànics la van atacar el 1802 i la van ocupar; forma part del districte d'Etawah i més tard del districte d'Aligarh; el 1832 es va crear el districte de Sadabab al que fou incorporada però el 1833 va passar al districte d'Agra. Va participar en la rebel·lió dels Sipais el 1857. Formà part del districte d'Agra fins al 5 de febrer de 1989 quan es va crear el districte de Firozabad.